# Exetastes atrator
Exetastes atrator là một loài tò vò trong họ Ichneumonidae.